# Угринів (Луцький район)
Угри́нів — село в Україні, у Луцькому районі Волинської області. Населення становить 731 особу.

## Географія
Селом протікає річка Безіменна.

## Історія
Історична дата утворення — 1489 рік. Перша письменна згадка у 1561 році. Власність Януша Угринівського.
У 1906 році село Чаруківської волості Луцького повіту Волинської губернії. Відстань від повітового міста 26 верст, від волості 6. Дворів 75, мешканців 519.
19 липня 2020 року в результаті адміністративно-територіальної реформи та ліквідації Горохівського району село увійшло до складу новоутвореного Луцького району.

## Населення
Згідно з переписом УРСР 1989 року чисельність наявного населення села становила 717 осіб, з яких 337 чоловіків та 380 жінок.
За переписом населення України 2001 року в селі мешкало 730 осіб.

### Мова
Розподіл населення за рідною мовою за даними перепису 2001 року:
| Мова       | Відсоток |
| ---------- | -------- |
| українська | 99,59 %  |
| російська  | 0,41 %   |

## Промисловість
У селі Угринів розташоване єдине на Волині підприємство, яке займається власною переробкою молока та виробництвом молокопродуктів під торговою маркою «УгринівМолоко», – приватно-орендне сільськогосподарське підприємство імені Шевченка. Також підприємство має статус спеціалізованої сировинної зони з виробництва сировини, що використовується для виготовлення продуктів дитячого та дієтичного харчування.